# Dorota Jabłonowska
Dorota Jabłonowska, Dorota z Broniszów, primo voto Radomicka herbu Wieniawa (ur. 1692 r. w Kaliszu, zm. 15 listopada 1773 w Racocie) – polska szlachcianka, księżna, wojewodzina inowrocławska i generałowa wielkopolska, później wojewodzina rawska.

## Pochodzenie i życiorys
Urodziła się w Kaliszu jako jedyna córka Piotra Jakuba Bronisza (herbu Wieniawa), kasztelana kaliskiego, sekretarza króla Stanisława Leszczyńskiego, i Marianny z Szołdrskich, wojewodzianki kaliskiej i kasztelanki biechowskiej. Była również spadkobierczynią swego stryja Jana Romana Bronisza, starosty średzkiego. 
W 1720 odziedziczyła dobra Stęszew i Racot. Jako właścicielka Racotu zainicjowała przebudowę tamtejszej rezydencji (zainicjowała budowę świątyni oraz postawiła murowane stajnie i oficyny), którą kontynuował później jej syn Antoni Barnaba Jabłonowski. W latach 50. i 60. XVIII w. z jej inicjatywy rozpoczęto przebudowę kościoła w Tomicach, a w 1771 roku księżna zainicjowała renowację kościoła farnego p.w. Św. Trójcy w Stęszewie, w którym powstały dwie kaplice boczne: kaplica MB Nieustającej Pomocy z lożą kolatorów i położoną pod nią zakrystią, oraz kaplica Św. Krzyża, w której wzniesiono później księżnej nagrobek w formie ołtarza wraz z portretem i jej rodzinnym herbem Wieniawa.
Dorota Jabłonowska zmarła 15 listopada 1773 w Racocie, który należał do jej syna z drugiego małżeństwa księcia Antoniego Barnaby Jabłonowskiego, a pochowano ją 12 marca 1774 w krypcie przebudowanej przez nią fary w Stęszewie.
Jej imię nosi jedna z ulic Stęszewa.

## Małżeństwa i potomstwo
Była dwukrotnie zamężna. Jej pierwszym mężem był Jan Antoni Radomicki, wojewoda inowrocławski i generał wielkopolski, a ich dziećmi byli: 
1. Franciszka Radomicka, żona Władysława Szołdrskiego, wojewody inowrocławskiego,
2. Anna Radomicka, żona Augustyna Działyńskiego, wojewody kaliskiego,
3. Augustyn Radomicki, zmarł w dzieciństwie.

Jej dziećmi z drugiego małżeństwa z księciem Stanisławem Wincentym Jabłonowskim, wojewodą rawskim byli:
1. Maria Klementyna Jabłonowska, żona księcia Józefa Lubomirskiego,
2. Antoni Barnaba Jabłonowski, wojewoda poznański i poseł na Sejm Wielki, mąż Anny Sanguszko-Kowelskiej, a potem Tekli Czaplic.